# Kinesisk religion

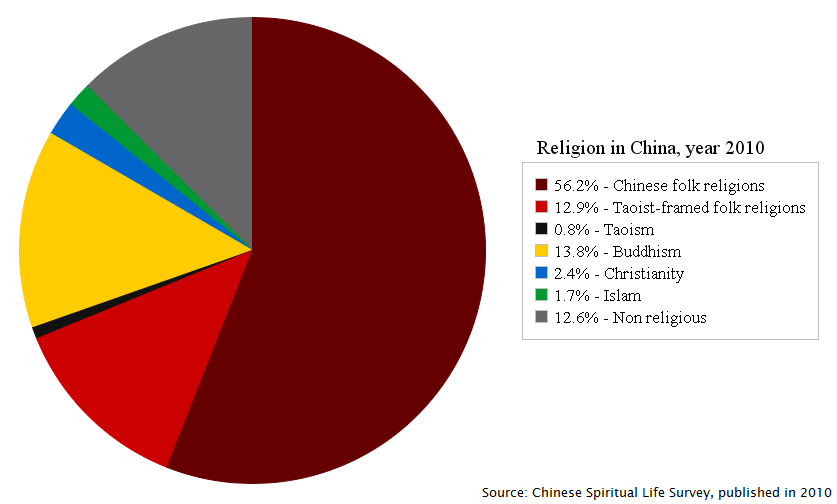

Kinesisk religion kan vara en samlingsterm för alla de religioner som utövats eller utövas i den kulturgeografiska regionen Kina. Så definierat är också kristendom, islam och judendom kinesiska religioner, sida vid sida med schamanism, förfädersdyrkan, konfucianism, daoism och olika former av buddhism. Ofta väljer man dock att inte definierna de första tre som kinesiska religioner, med motivet att de inte har uppstått eller innehållsmässigt utvecklats märkbart i Kina.

## Religiösa föreställningar i det tidiga Kina
Förfäderskult och spådomskonst har varit två mycket betydelsefulla element i den äldre kinesiska religionen. Förfäderskulten är först och främst en vördnad för avlidna släktingar, men rymmer också en föreställning att man kan kommunicera med dessa. Förfädernas andar och olika gudar för naturkrafterna, såsom himmelen, marken och heliga berg och floder, ansågs ha stort inflytande över människors liv. Genom ett slags spådomskonst där sköldpaddsskal eller tunna benskivor berördes med ett glödande föremål så kunde man rikta frågor till gudarna eller anfäderna. De uppkomna sprickorna på orakelbenen tolkades som tecken. Vi kan idag läsa vilka frågor man ställde och vilka svar man fick genom att mängder av dessa orakelben med inskriptioner har bevarats. Både frågorna och svaren handlar ofta om hur, när och var offer skall utföras. Frågorna rör vidare om det är rätt tid att dra ut i krig, eller om orsaker till sjukdom och missväxt. 
Man offrade till anfädernas andar och till de olika gudarna. I Shang-tidens furstegravar lades dyrbara offer, vapen, jadesmycken och ibland hela vagnar. Vid begravningar gjordes även djuroffer. Speciella offerkärl av brons (tempelbronser) och gravfiguriner av bemålat lergods tillverkades enbart för att följa de döda i graven. Bronskärlen var gjutna och rikt utsmyckade. De var ofta utsmyckade med djurmotiv.
Tidigt i den kinesiska historien ser vi ett intimt förhållande mellan de jordiska härskarna och den högste härskaren (Shangdi). Begreppet Shangdi ersattes senare med himmelen (tian) och kejsaren blev då betecknad som himmelens son. I orakelinskriptioner hänvisas ibland till rituella specialister (Wu), ett slags shamaner. Dessa kunde kommunicera med andar och gudar genom att sätta sig i trans. Vissa av dessa shamaner har spelat en betydelsefull roll även i samhället i övrigt och varit intimt förknippade med härskarna.

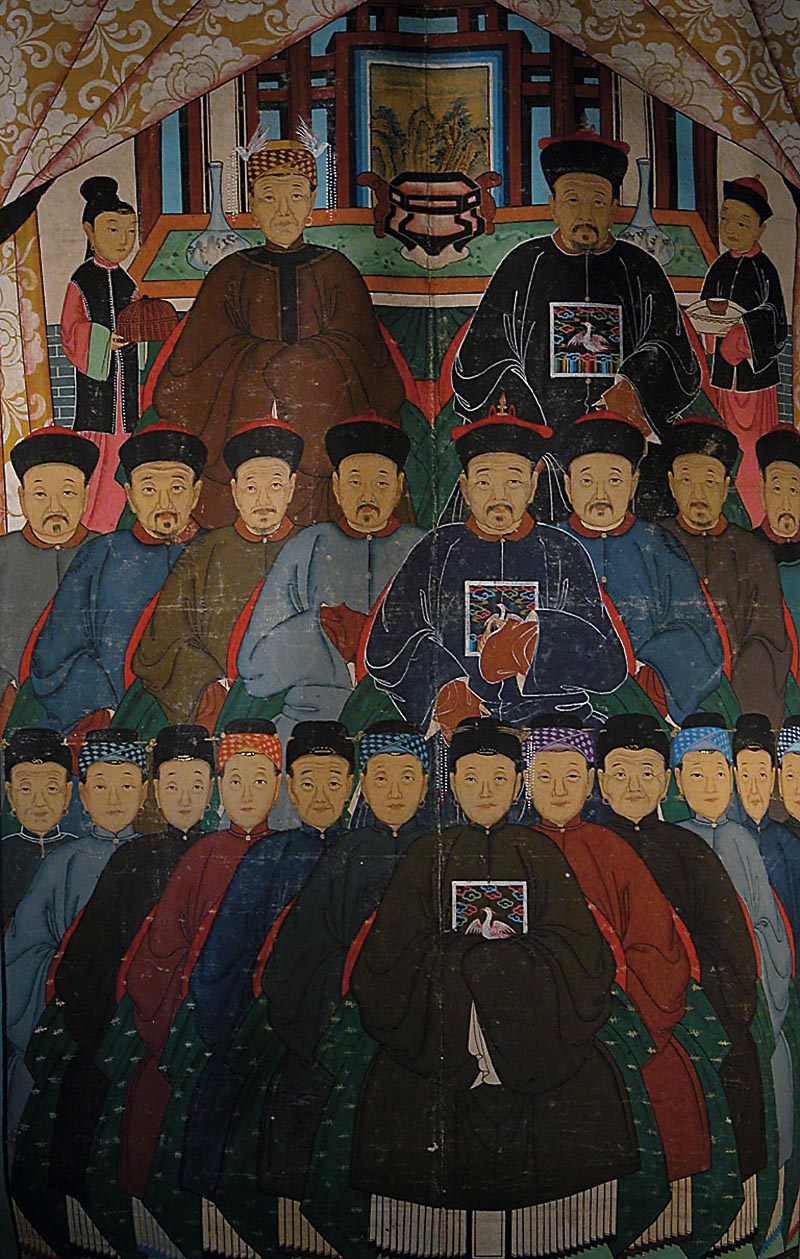
Tavla med förfäder, 1800-tal

## Konfucianism
Konfucianismen går tillbaka på Kung Fu-tzu, eller Konfucius som han kallas i väst. Han levde mellan åren 551-479 f.Kr, och samlade kring sig lärjungar som mottog hans lärosatser. Han förespråkade en återgång till idéer och normer som enligt honom existerat i en svunnen forntida epok. Med utgångspunkt i detta ideala förflutna betonade Konfucius familjens betydelse, respekten för föräldrar och förfäder och en strikt hierarkisk världsordning. Överst i denna hierarki befinner sig kejsaren, som menades besitta ett mandat direkt från himmelen. Detta himmelens mandat (tien-ming) innebar att så länge kejsaren styrde rättvist var han sanktionerad, men om han inte gjorde detta förlorade han sitt mandat och kunde avsättas.
Även om konfucianismen ofta framställs som en social livsfilosofi förespråkar den även vikten av ritualer och offer till gudarna. Konfucianska tempel är byggda enligt samma mönster som andra kinesiska tempel. Altare för jordens, bergens och flodernas gudar finns ofta i de konfucianska templen. Vidare finns ofta ett altare för de förlorade själarna, de som inte har några anförvanter kvar i livet som kan hedra deras själar.

## Daoism
Daoismen (taoismen) räknar sin tradition tillbaka på två historiska eller mytiska personer, Lao Zi som tros ha levat på 500-talet f.Kr. och Zhuang Zi hans efterföljare. Lao Zi anses som författare till "Boken om vägen" (Daodejing) där vägen uttrycks som en återgång till ett ursprungligt stadium. Men till skillnad från konfucianismen är det inte ett tillstånd skapat av människor utan ett naturtillstånd som eftersträvas. Om Lao Zi verkligen var en historisk person har betvivlats av många.
Efter de sex dynastierna (220-589) växte sig daoismen organisatoriskt starkare och utvecklade efter buddhistiskt mönster en klostertradition. Eftersträvandet av odödlighet var viktigt bland daoisterna i klostren och utgjorde en central del i den så kallade religiösa daoismen.

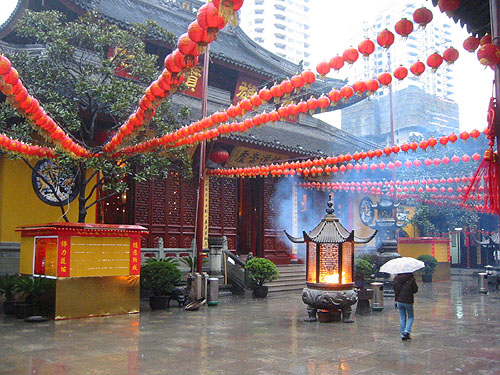
Jadebuddhatemplet, Shanghai

## Buddhism i Kina
Buddhismen kom som en främmande religion till Kina det första århundradet av vår tideräkning. Från Nepal, över Centralasien, kom buddhismen till nordvästra Kina genom handelsmän och munkar som färdades längs Sidenvägens leder. I Kina mötte buddhismen en mycket gammal kultur, styrd av en högt utbildad elit. Detta möte med en gammal inhemsk kinesisk tradition har haft en viktig betydelse för buddhismens utveckling och utformning i Kina, men också för buddhismens vidare utveckling i Korea och Japan.
Fram till 300-talet spelade buddhismen en marginell roll i Kina och de buddhister som bodde i klostren var främst av centralasiatisk härkomst. Det var först i och med Kinas splittring efter Han-rikets fall som buddhismen växte sig stark. Att buddhismen kunde få så stor spridning och genomslagskraft som den fick berodde delvis på att tiden mellan Han och Sui-dynastierna (300-589) var en period av splittring och inre strider. Speciellt i norra Kina fick buddhismen en blomstringstid och det växte fram ett antal stora och mäktiga kloster som stod i nära förbund med olika härskare. I södra Kina, som under denna tid styrdes av en mängd olika mer eller mindre långvariga härskare, spreds buddhismen framför allt på landsbygden i form av mindre och fattiga kloster. 
En förutsättning för buddhismens spridning var vissa daoistiska idéer som fungerade som en slags kanal genom vilket buddhismen kunde spridas. I tidiga kinesiska översättningar av buddhistiska texter kan man se hur daoistiska uttryck användes för att göra den buddhistiska läran lättare att förstå för kineserna. T.ex. användes det daoistiska begreppet wu-wei för att representera nirvana. 
Fyra specifika buddhistiska rörelser utvecklades i Kina. Dessa fyra, Tien-tai, Hua-yen, det Rena Landets skola och Chan, kom att på olika sätt integrera kinesiskt traditionellt tänkande med den indiska buddhismen. Det Rena Landets skola, med sin vördnad för Buddhan Amitabha, är den rörelse som har nått starkast popularitet bland stora befolkningsgrupper. Chan däremot, som i Japan benämns Zen, har främst rönt popularitet bland de intellektuella kretsarna.
Under Sui- och Tang-dynastierna enades åter Kina som en stark centralmakt med dominans över randstaterna i Centralasien. Därigenom öppnades vägar till Indien igen och ett flertal kineser reste genom Centralasien till Indien, det heliga landet i väster. De mest kända är Faxian som reste på 400-talet och Xuanzang på 600-talet. Genom dessa resenärers/pilgrimers berättelser om det heliga landet i väst och de texter och skulpturer de tog med sig hem, spreds buddhismens lära i Kina. I slutet av 600-talet stoppades landvägen till Indien av araberna och därför blev sjövägen den som därefter kom att användas. I-tsing reste till Indien sjövägen på 700-talet. 
Under Sui- och Tang-dynastierna fick buddhismen en stor blomstring som varade tills kejsar Wu-tsung på 840-talet beordrade förstöring av alla buddhistiska kloster och återförde klostrens mark till statens ägo. Ända fram till dess hade buddhismen växt sig stark och fungerade i ett intimt samspel med den politiska makten. Efter Tang-dynastins fall växte sig buddhismen aldrig lika stark som tidigare. Den har dock överlevt fram till våra dagar fast buddhister under vissa tider har blivit förföljda. Under kulturrevolutionen tvingades många munkar lämna klostren och många kloster och dess buddhaskulpturer blev förstörda.